# Boulevard de Bonne-Nouvelle
O Boulevard de Bonne-Nouvelle, muitas vezes referido como Boulevard Bonne-Nouvelle, é uma via situada nos limites do 2.º e do 10.º arrondissements de Paris.

## Localização e acesso
Faz parte da cadeia dos Grands Boulevards composta, de oeste a leste, pelos Boulevards de la Madeleine, des Capucines, des Italiens, Montmartre, Poissonnière, de Bonne-Nouvelle, Saint-Denis, Saint-Martin, du Temple, des Filles-du-Calvaire e Beaumarchais.

## Origem do nome
Seu nome deve-se à proximidade da Igreja de Notre-Dame-de-Bonne-Nouvelle.

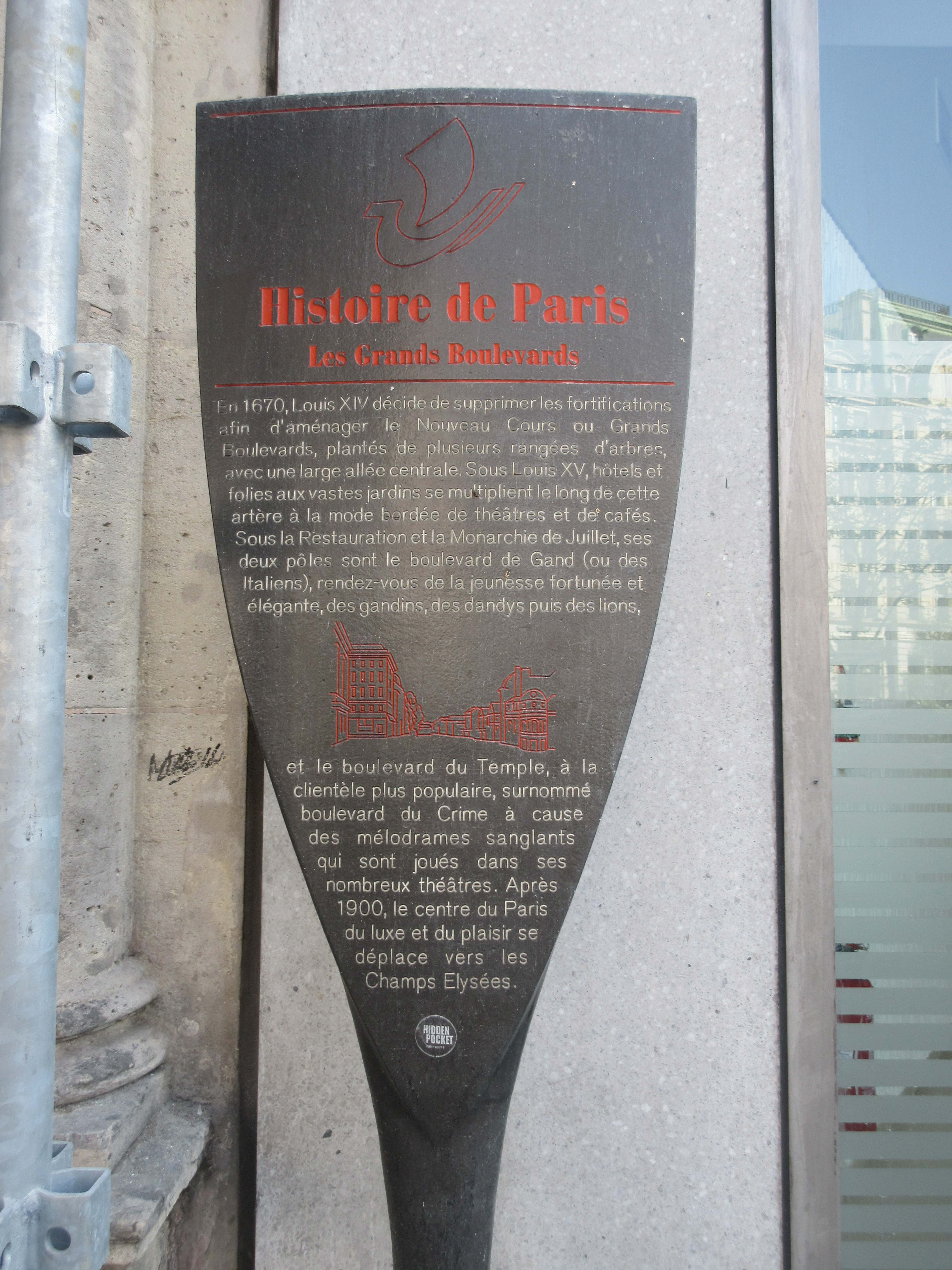
Painel da História de Paris

## Histórico
O Boulevard de Bonne-Nouvelle foi inaugurado no local do Recinto de Luís XIII, que se tornou obsoleto. Ele foi formado em viário em virtude de carta-patente de julho de 1676.
O boulevard foi construído na borda do antigo Bastião da Butte de Bonne-Nouvelle na encosta da colina dos aterros, eminência formada por uma pilha de imundices ao longo de vários séculos, onde está estabelecido o bairro de Bonne-Nouvelle e dominado por cinco ou seis metros de distância do pântano da costura de Filles-Dieu, jardins de hortas até a urbanização no século XVIII do atual bairro do Faubourg-Poissonnière. Abaixo de dois ou três metros, uma rua baixa, a Rue Basse Saint-Denis corria ao longo do boulevard. Esta rua suprimida em 1832 se situava na base do antigo bastião pontiagudo cuja saliência ficava ao nível da atual Rue d'Hauteville. O boulevard era originalmente uma saliência marcada entre o Boulevard Montmartre estabelecido na antiga vala da muralha e o Boulevard Saint-Denis oco na passagem do "novo curso" entre os dois bastiões antigos de Saint-Martin e de Bonne-Nouvelle. Esta saliência foi parcialmente nivelada por quinze mil operários em 1709. A marca deste antigo bastião pode ser vista pela largura das calçadas pontiagudas no lado plano entre a Rue Mazagran e a Rue d'Hauteville. A diferença de nível entre o antigo pântano de Filles-Dieu e o boulevard foi em grande parte eliminada pelos trabalhos de nivelamento deste último e pela elevação do terreno ao norte. Esta diferença de nível é no entanto ainda perceptível pela ligeira subida da rue d'Hauteville quando chega ao boulevard.

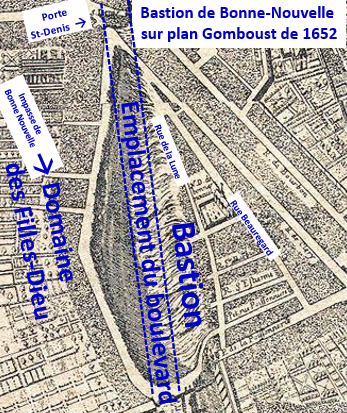
Bastião de Bonne Nouvelle em um plano Gomboust de 1652
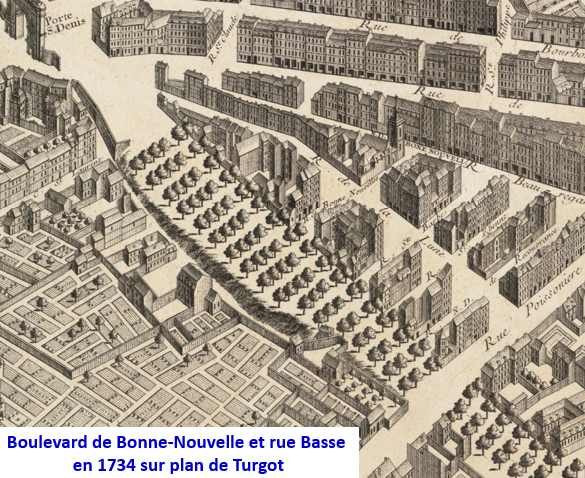
Boulevard de Bonne Nouvelle em 1734 (plano Turgot)
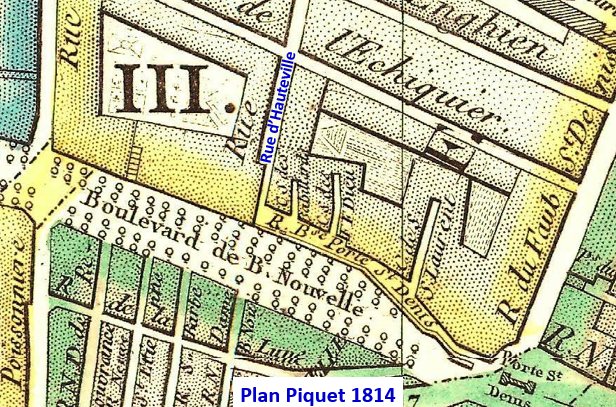
Boulevard de Bonne Nouvelle e Rue d'Hauteville em um plano Piquet de 1814

Este nivelamento foi continuado pela aplicação de uma ordenança real de 15 de maio de 1832, que resultou na supressão de:
- o Impasse des Babillards;
- a Rue Basse-Porte-Saint-Denis que ostentava os nomes de "Rua Basse-Villeneuve", "Rue Neuve-des-Fossés-Saint-Denis", "Rue Neuve-des-Filles-Dieu" e, durante a Revolução, a Rue des Fossés-de-Franciade.

Este decreto real de 15 de maio de 1832 indica:
Artigo 1. — As disposições indicadas nos planos anexos para o rebaixamento transversal do boulevard Bonne-Nouvelle, o novo alinhamento deste boulevard por meio da remoção da rue Basse-Porte-Saint-Denis e do impasse des Babillards, o prolongamento da rue d'Hauteville até ao boulevard e o alargamento dos impasses des Filles-Dieu e de Saint-Laurent, são aprovados. A execução do referido plano é declarada de utilidade pública.
Artigo 2. - O Prefeito, em nome da Cidade de Paris, está autorizado:
- 1 - tratar para este fim com o senhores Labbé e Bègue, nas condições estipuladas na escritura entre estes proprietários e o Prefeito do Sena de 31 de dezembro de 1831;
- 2 - conceder, de acordo com o tratado e as condições estabelecidas nos compromissos assumidos pelos proprietários vizinhos da rue Basse-Porte-Saint-Denis, o terreno desta rua e a inclinação do bulevar, localizado à direita de suas propriedades, na proporção da extensão de suas fachadas até o alinhamento do boulevard;
- 3 - conceder também aos proprietários do impasse des Babillards o terreno deste impasse e da parte da rue Basse-Porte-Saint-Denis e o aterro do boulevard que fica à direita deste impasse, etc.

Em 1842 e 1843, a administração mandou realizar grandes obras de nivelamento, pavimentação, de calçadas, de esgotos, escadas, etc., e fixa a menor largura da via em 35 metros. As calçadas largas ao lado dos números pares entre Porte Saint-Denis e Rue d'Hauteville são em grande parte estabelecidas no local da antiga Rue Basse-Saint-Denis.
A avenida foi rebaixada em 1883 entre a Rue du Faubourg-Saint-Denis e a Rue de Mazagran. A diferença de nível entre as calçadas elevadas do lado ímpar e a estrada atesta esses rebaixamentos sucessivos.

## Edifícios notáveis e locais de memória
Neste boulevard ficava o Bazar Bonne-Nouvelle entre a Rue de Mazagran e o Impasse de Bonne-Nouvelle. Este edifício foi vítima de dois incêndios, o primeiro em 14 de julho de 1849 sem gravidade, o segundo em 1899 que o destruiu completamente. Foi substituído em 1900 pelas Nouvelles Galeries de la Ménagère. Esta grande loja de departamentos também foi destruída por um incêndio em 1930. Neste local, uma grande agência de La Poste foi construída em 1953 pelos arquitetos Joseph Bukiet (1896-1984) e André Gutton (1904-2002).
- No 3: localização de um dos estúdios do fotógrafo Charles Gallot (1838-1919) no final do século XIX.[3]
- No 7: primeira boutique aberta da rede de livrarias Mona Lisait que encerrou sua atividade em 2013.[4]
- No 30: Le Carillon, cabaré artístico fundado em 1904, depois substituído por um cinema. Transformado, reabriu em 1922 sob a direção de Martial Boyer.[5][6][7]
- No 42: endereço do Jamel Comedy Club, teatro aberto por Jamel Debbouze em 2006 para revelar novos talentos do stand-up.

Vistas do Boulevard de Bonne-Nouvelle
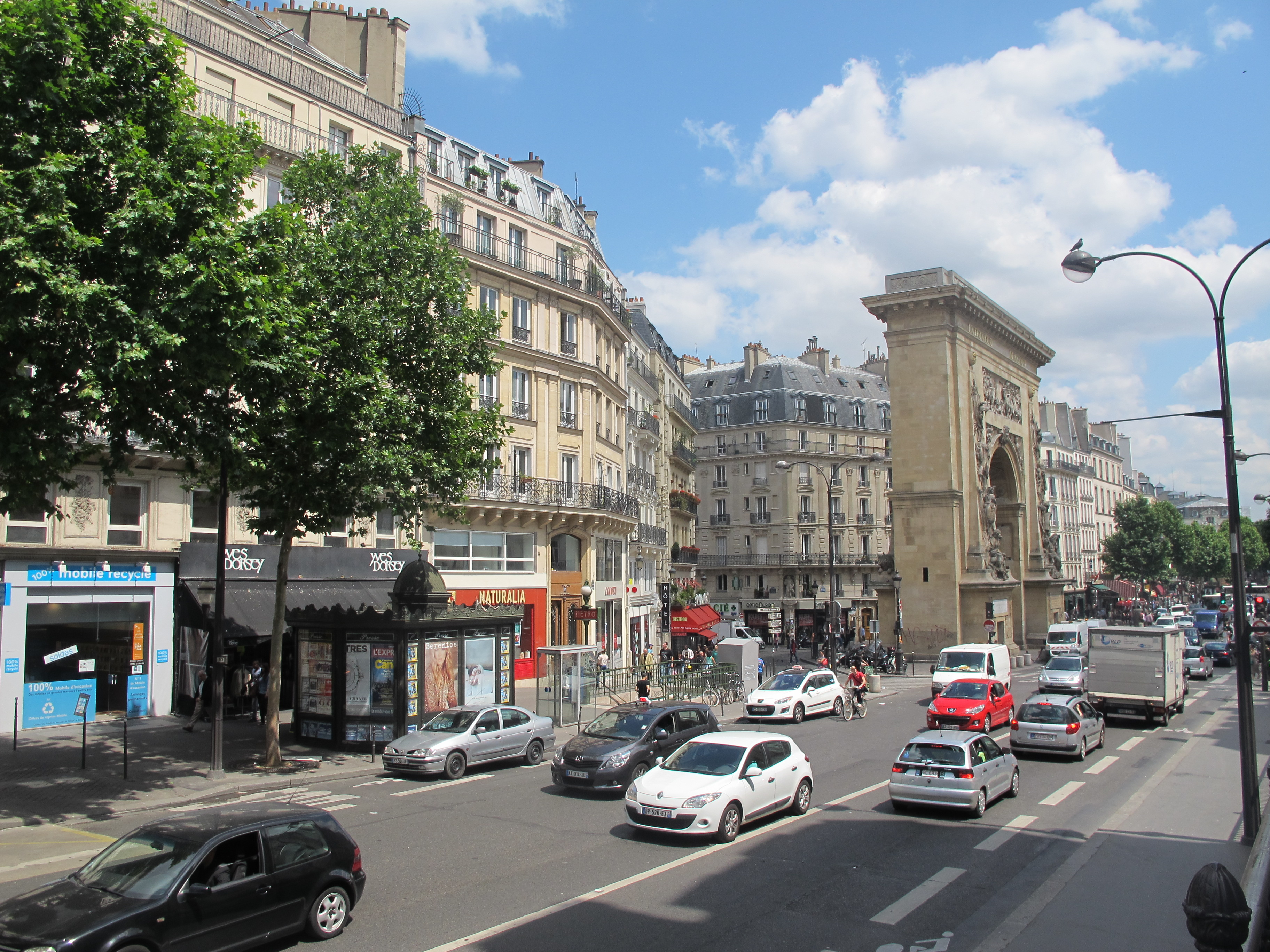
Vista em direção a Porte Saint-Denis.
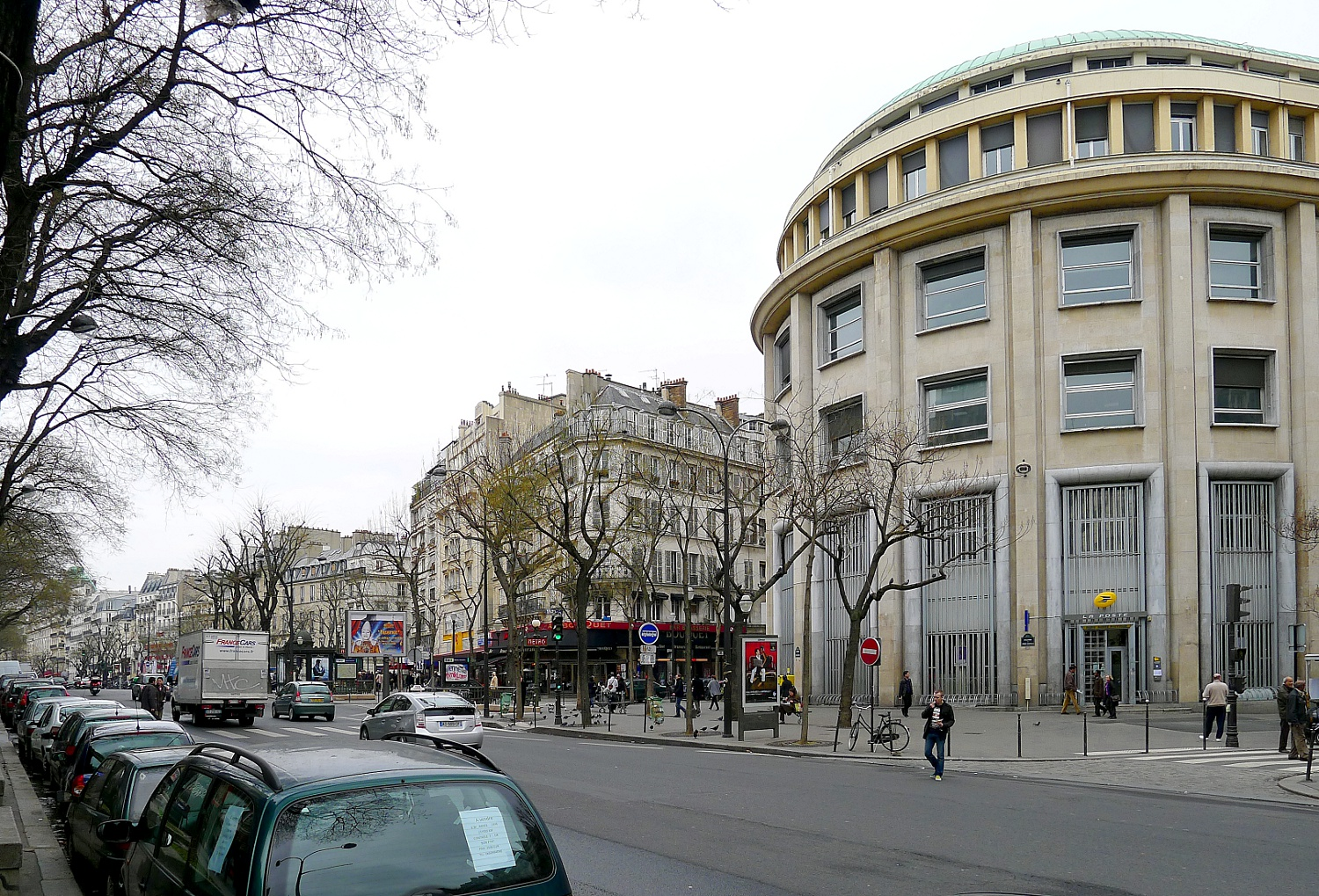
Vista para a Rue du Faubourg-Poissonnière. À direita, a agência de La Poste no local do antigo Bazar Bonne-Nouvelle.